# Stasera a casa di Alice
Stasera a casa di Alice è un film del 1990 diretto e interpretato da Carlo Verdone, affiancato nel cast da Sergio Castellitto e da Ornella Muti.

## Trama
Saverio e Filippo sono due cognati che gestiscono l'agenzia di viaggi religiosi "Urbi et Orbi", di proprietà delle mogli. Saverio è un uomo ordinato, disciplinato nel lavoro e devoto alla moglie Caterina, con la quale sta per adottare un bambino rumeno, mentre Filippo sta attraversando una crisi coniugale: sua moglie Gigliola ha scoperto una tresca con un'altra donna e l'ha cacciato di casa, incaricando poi Saverio di andare a recuperarlo.
Indagando sulla faccenda, Saverio scopre che Filippo ha letteralmente perso la testa per la bellissima Alice, aspirante attrice che si mantiene come modella e doppiatrice di film porno, al punto di concederle in uso un loft di proprietà dell'agenzia in cui la ragazza va a vivere con la sorella Valentina, affetta da una grave forma di depressione. Non senza difficoltà, Saverio riesce a convincere Filippo a tornare a casa, inscenando un finto tentativo di suicidio di Gigliola e della figlia, facendo sorgere nel cognato devastanti sensi di colpa.
Decide poi di incontrare Alice per indurla a non cercare più Filippo e per mandarla via di casa ma non solo non ci riesce (viene fatto credere a Filippo che Alice si è trasferita in provincia di Brescia), ma nel farlo se ne innamora a sua volta, iniziando a frequentare la casa piena di gente a tutte le ore, tra goliardate e pazze feste. Filippo è devastato dalla mancanza di Alice e casualmente scopre la doppia vita di Saverio (complice un nastro audio "compromettente", che risulta essere in realtà solo un doppiaggio), andando su tutte le furie.
I due cognati, a questo punto, fanno una specie di patto accordandosi per frequentare Alice a turno, ma la situazione precipita: troppo impegnati a mettersi reciprocamente i bastoni tra le ruote, non si accorgono che in realtà Alice non ricambia i sentimenti di nessuno dei due e non ha alcuna intenzione di concedersi, anzi li considera solo amici. Una sera mentre Filippo sta per vincere la resistenza di Alice, viene interrotto da Saverio, che nell'atto di spiarli crolla letteralmente addosso a causa della rottura del vetro del lucernario. Alice, indignata dall'ossessione dei due, decide di concedersi a entrambi con un rapporto a tre. L'esperienza si rivela tuttavia un fallimento.
Filippo, per ripicca e pensando di trarne un vantaggio, fa recapitare a Caterina il nastro col doppiaggio di Alice, ma quando Saverio viene cacciato di casa e diventa quindi libero di frequentare la ragazza senza altri impegni, Filippo decide a sua volta di confessare a Gigliola di avere ancora un'amante e si fa cacciare anche lui, pur di non rimanere indietro. 
Saverio e Filippo perdono con la famiglia anche il lavoro e finiscono per condividere una squallida stanza di pensione. Si rendono finalmente conto che Alice, peraltro devastata dal suicidio della sorella, non amerà mai nessuno dei due e decidono di tornare a casa. Ricevono tuttavia una telefonata di Alice che li invita a casa sua. Preparati a ogni evenienza, trovano invece un messaggio d'addio della donna in segreteria: Alice sta partendo per il Messico dove girerà una soap. I due, in un mix di sentimento tra il sollievo di poter tornare alle loro vite e malinconia per la mancanza di Alice, vanno via lasciando la casa com'era, sperando in un suo futuro ritorno.

## Colonna sonora
La colonna sonora del film è stata realizzata da Vasco Rossi e Gaetano Curreri ma mai pubblicata ufficialmente. Alcuni brani sono tuttavia rintracciabili nella discografia di Vasco e degli Stadio, ad esempio nei casi dei brani Non mi va (presente in C'è chi dice no del 1987), Dillo alla luna (presente in Liberi liberi del 1989), Deviazioni (presente in Bollicine del 1983), La fontana di Alice e Al tuo fianco (presente in Il canto delle pellicole del 1996) e infine, utilizzata per i titoli di coda, Guarda dove vai (unico inedito dell'album live Fronte del palco del 1990).
Verdone ha raccontato che, in un primo momento, aveva contattato il cantante Zucchero per la realizzazione della colonna sonora, il quale, però, non mantenne l'impegno per questioni personali.

## Distribuzione
Il film è uscito nelle sale italiane il 20 dicembre 1990.

## Accoglienza

### Incassi
Il film si è classificato al 18º posto tra i primi 100 film di maggior incasso della stagione cinematografica italiana 1990-1991.

## Riconoscimenti
- 1991 – David di Donatello
  - Candidatura al migliore attore non protagonista a Sergio Castellitto

- 1991 – Nastro d'argento
  - Candidatura alla migliore colonna sonora a Vasco Rossi

- 1991 – Globo d'oro
  - Candidatura alla migliore musica a Vasco Rossi

## Curiosità
- Durante la scena ambientata a casa di Alice, dove Saverio si reca per sollecitarla a terminare la storia con Filippo, è stato reso un omaggio alla memoria di John Belushi. Tra la folla si può notare un ragazzo nelle vesti dei Blues Brothers, il quale, poche sequenze dopo, avrà un breve scambio di battute con Alice.
- La scena della morte di Valentina, sorella di Alice, è stata girata sulla spiaggia di Sabaudia.
- Quando Gigliola (Cinzia Leone) caccia via di casa Filippo per la seconda volta, gli urla la frase "Maledetto il giorno che t'ho incontrato", che sarebbe diventata il titolo del successivo film di Verdone nel 1992.
- In occasione di una festa di compleanno, in televisione si vedono Franco e Ciccio cantare E mi pareva strano alla sigla finale di Drim sulla Rete 2, anche con Mimmo Cavallo Uh Mammà! durante la trasmissione Foto Finish sulla Rete 1, il concerto di Franco Battiato sulla Rete 3, la canzone di Guido Morgavi White Camel e l'aveva cantata al quiz Zig Zag su Canale 5, c'erano le Gemelle Trix cantare Che Patatrac! ed infine con Giorgio Gaber Lo Shampoo.